# Тентеньяк (Иль и Вилен)
Тентеньяк (фр. Tinténiac) — коммуна на северо-западе Франции, находится в регионе Бретань, департамент Иль и Вилен, округ Сен-Мало, кантон Комбур. Расположена в 44 км к югу от Сен-Мало и в 28 км к северу от Ренна. Через территорию коммуны проходит канал Иль-Ранс.
Население (2018) — 3 704 человека. 

## История
Название коммуны образовано из латинского Tintinius и суффикса -ac, который обозначает принадлежность; в буквальном переводе с латинского «поместье Тинтиния». Впервые поселение упоминается в документах в 1032 году, хотя первые следы пребывания человека в этом месте относятся к неолиту. Представитель семьи, владевшей сеньорией Тентеньяк, Венсан де Тентеньяк, был одним из лидеров шуанов и организаторов высадки на полуострове Киберон в июне-июле 1795 года, во время которой он был убит. 
В отличие от своего сеньора, население коммуны с энтузиазмом встретило Великую Французскую революцию, и с 1795 года отмечает главные революционные праздники — годовщину казни короля Людовика XVI с принесением клятвы ненависти королю и анархии, а также годовщину основания Республики.

## Достопримечательности
- Неороманская церковь Святой Троицы начала XX века

## Экономика
Структура занятости населения:
- сельское хозяйство — 2,2 %
- промышленность — 35,8 %
- строительство — 4,6 %
- торговля, транспорт и сфера услуг — 31,5 %
- государственные и муниципальные службы — 25,8 %

Уровень безработицы (2018) — 8,8 % (Франция в целом —  13,4 %, департамент Иль и Вилен — 10,4 %). 

Среднегодовой доход на 1 человека, евро (2018) — 22 240 (Франция в целом — 21 730, департамент Иль и Вилен — 22 230).

## Демография
Динамика численности населения, чел.

## Администрация
Пост мэра Тентеньяка с 2020 года занимает Кристиан Токзе (Christian Toczé). На муниципальных выборах 2020 года возглавляемый им левый список победил в 1-м туре, получив 50,90 % голосов.
| Период | Период | Фамилия        | Партия                  | Примечания               |
| ------ | ------ | -------------- | ----------------------- | ------------------------ |
| 1966   | 1995   | Жан Провос     |                         | нотариус                 |
| 1995   | 2001   | Роже Ребур     | Социалистическая партия | профессор колледжа       |
| 2001   | 2020   | Луи Рошфор     | Правый центр            | строительный подрядчик   |
| 2020   |        | Кристиан Токзе | Разные левые            | территориальный директор |

## Города-побратимы
- Ботсдейл, Великоборитания
- Редгрейв, Великоборитания
- Берзенбрюк, Германия